# 神野眸
神野 眸（じんの ひとみ、1937年3月8日 - ）は、日本の女子競泳選手。現姓：岩井。

## 人物
愛知県名古屋市出身。少女時代は病弱だった為に医師から水泳を勧められて小学校時代から始める。名古屋市立桜山中学校から愛知淑徳高校に進学する。
高校時代に自由形の選手としてインターハイ優勝、日本選手権などを経験し、当時競泳の名門であった奈良県の天理大学へと入学した。入学初年度に1956年メルボルンオリンピックに出場している。
その後大学は中退し、愛知淑徳高校の体育科講師に赴任して1958年の東京アジア競技大会に出場、女子100m自由形で3位となり銅メダルを獲得。また1960年ローマオリンピックに出場した。
ローマオリンピックを最後に現役を引退、引退後暫くは愛知淑徳高校の教員をしていたが、結婚を機に退職。夫の転勤先で水泳指導に携わり、1995年に愛知淑徳水泳学校の校長に就任し、ジュニア世代の指導を中心に水泳に携わっている。